# Passo Torugart
Il passo Torugart (in cinese: 吐尔尕特山口S, Tǔ ěr gǎ tè shānkǒuP; in kirghiso Торугарт ашуусу?, Torugart aşuusu) è un passo di montagna nella catena del Tien Shan, sito ad un'altezza di 3.752 metri s.l.m; nelle sue vicinanze c'è il lago Čatyr-Köl.

## Geografia
Il passo è il principale attraversamento di frontiera tra la Cina (più precisamente la regione dello Xinjiang) e il Kirghizistan; la città più vicina in territorio cinese è Kashgar, mentre in quello chirghiso è At-Bašy. La strada sul versante chirghiso, che porta da Torugart a Naryn e poi a Balykčy e alla capitale Biškek, è stretta e spesso impraticabile nel periodo invernale a causa delle pesanti nevicate e delle frequenti valanghe, quindi i trasporti e i commerci tra i due stati sono difficoltosi e costosi. La Cina sta considerando l'idea di costruire una ferrovia che colleghi il Kirghizistan a Kashgar.